# Until the Whole World Hears
Until the Whole World Hears — четвёртый студийный альбом американской группы христианского рока Casting Crowns, выпущенный 17 ноября 2009 года на лейблах Beach Street Records и Reunion Records. Альбом был спродюсирован Марком А. Миллером и отличается звучанием, которое было описано как «чистый американский рок», «мягкий adult contemporary» и «современная христианская музыка». В лирике альбома обсуждаются христианские темы, такие как Бог, Иисус и спасение, а некоторые песни являются переосмыслением классических гимнов. За первую неделю продаж альбом Until the Whole World Hears разошелся тиражом более 167 000 копий, что стало самым высоким показателем для Casting Crowns на сегодняшний день, и дебютировал на 4-м месте в Billboard 200 и на 1-м месте в чарте Billboard Christian Albums. В США альбом стал 37-м самым продаваемым альбомом 2010 года и 137-м самым продаваемым альбомом 2011 года; он стал первым и третьим самым продаваемым христианским альбомом за эти годы соответственно. Альбом был продан тиражом более 1,1 миллиона копий и получил платиновый сертификат Американской ассоциации звукозаписывающей индустрии (RIAA).

## Предыстория и запись
Вокалист Casting Crowns Марк Холл заявил, что песни группы «всегда исходили из нашего служения в церкви. Они начинаются как послания в среду вечером, то, чему мы учим наших подростков и их семьи»; Until the Whole World Hears сохраняет ту же формулу. Холл также заявил, что музыкальное звучание их песен написано так, чтобы не противоречить и не отвлекать от текста, сравнив музыкальные элементы своих песен с тарелкой, на которой подается «мясо», текст.

## Отзывы
| Оценки критиков      | Оценки критиков |
| Источник             | Оценка          |
| -------------------- | --------------- |
| Allmusic             | [ 4 ]           |
| CCM Magazine         | (mixed)         |
| Christianity Today   | [ 6 ]           |
| Cross Rhythms        | [ 7 ]           |
| Gospel Music Channel | (positive)      |
| Jesus Freak Hideout  | [ 3 ]           |
| Plugged In           | (positive)      |

Альбом получил в целом смешанные или положительные отзывы критиков. Некоторые критики оценили музыкальные аспекты альбома как посредственные или некачественные, в то время как другие высоко оценили его лирическое содержание. Джаред Джонсон из Allmusic дал альбому четыре звезды из пяти и описал его как «мощный опыт поклонения», но также заявил, что «некоторые могут задаться вопросом, как немного больше разнообразия звучало бы от таких опытных профессионалов… основной звук группы продолжает находиться в крестиках AC». Эндрю Грир из CCM Magazine отметил, что альбом «немного повышает музыкальный уровень, с некоторыми пограничными поэтическими стихами и интересными музыкальными рифами», но также заметил, что «многие из этих треков все ещё страдают от „синдрома клише Crowns“, используя лирический христианский язык для создания банальных рифм, которые, кажется, с трудом могут зарядить энергией готовую к поклонению толпу». Роберт Хэм из Christianity Today раскритиковал альбом за использование, по его мнению, повторяющейся музыкальной формулы, но при этом похвалил песню «Joyful, Joyful», которую он сравнил с песней Coldplay «Viva la Vida», а также вокал Меган Гарретт на «Mercy». Он заключил, что Until the Whole World Hears «ощущается как шаг назад в творческом плане». На сайте Cross Rhythms Тони Каммингс оценил альбом в семь квадратов (звёзд) из десяти, сказав: «Этот альбом немного разочаровывает, учитывая некоторые из тех великолепных вещей, которые ему предшествовали».

### Награды и номинации
Until the Whole World Hears был номинирован на премию 42-й GMA Dove Award в категории Pop/Contemporary Album of the Year. Два из трех синглов альбома также были номинированы на премию; заглавный трек был номинирован на 41-й GMA Dove Award в категории Pop/Contemporary Record Song of the Year, а песня «Glorious Day (Living He Loved Me)» была номинирована на 43-й GMA Dove Awards в категориях Song of the Year и Worship Song of the Year. Он был номинирован на премию Billboard Music Awards 2012 года в категории «Лучший христианский альбом».

## Список композиций
| №   | Название                            | Автор(ы)                                                 | Длительность |
| --- | ----------------------------------- | -------------------------------------------------------- | ------------ |
| 1.  | «Until the Whole World Hears»       | Марк Холл, Bernie Herms, Jason McArthur, Roger Glidewell | 5:03         |
| 2.  | «If We've Ever Needed You»          | Hall, Herms                                              | 3:39         |
| 3.  | «Always Enough»                     | Hall, Ed Cash, Matt Armstrong                            | 4:56         |
| 4.  | «Joyful, Joyful»                    | Hall, Herms                                              | 4:28         |
| 5.  | «At Your Feet»                      | Hall, Jason Ingram                                       | 4:36         |
| 6.  | «Glorious Day (Living He Loved Me)» | Hall, Michael Bleecker                                   | 4:41         |
| 7.  | «Holy One»                          | Hall, Stuart Garrard, Ingram, Matt Bronleewe             | 3:18         |
| 8.  | «To Know You»                       | Hall, Ingram, Herms                                      | 4:26         |
| 9.  | «Mercy»                             | Omega Levine, Sam de Jong, Tauese Tofa, Hall             | 4:56         |
| 10. | «Jesus, Hold Me Now»                | Hall, Herms                                              | 4:15         |
| 11. | «Blessed Redeemer»                  | Hall, Herms                                              | 4:13         |
| 12. | «Shadow of Your Wings»              | Hall                                                     | 2:31         |